# Изкуство и критика (списание)
„Изкуство и критика“ е българско списание, специализирано по въпросите на изобразителното изкуство. Издание е на Националната художествена академия и излиза периодично от 2010 г.
Списанието представя информация за изкуството, литературната критика, художествената теория и практика и др. Автори на статиите са както преподаватели, така и студенти в академията, преди всичко от катедрата по изкуствознание.
Първият му главен редактор е проф. Свилен Стефанов. Настоящият главен редактор е Сузана Карамфилова.